# Keeping Your Head Up
Keeping Your Head Up è un singolo della cantante britannica Birdy, pubblicato nel 2016 come primo estratto dal suo terzo album in studio Beautiful Lies.
La canzone è stata scritta da Jasmine van den Bogaerde, Wayne Hector e Steve Mac.

## Tracce
- Download digitale

1. Keeping Your Head Up – 3:28

## Video
Un video musicale è stato pubblicato il 28 gennaio 2016 su Facebook.

## Classifiche
| Classifica (2016)  | Posizione massima |
| ------------------ | ----------------- |
| Austria            | 44                |
| Belgio (Fiandre)   | 47                |
| Belgio (Vallonia)  | 46                |
| Francia            | 27                |
| Germania           | 34                |
| Giappone           | 88                |
| Irlanda            | 48                |
| Paesi Bassi        | 64                |
| Regno Unito        | 57                |
| Scozia             | 27                |
| Stati Uniti (rock) | 30                |
| Svizzera           | 47                |